# Prix des Centaures
Groupe I
Le Prix des Centaures est une course hippique de trot monté qui se déroule au mois de février sur l'hippodrome de Vincennes à Paris.
C'est une course de Groupe I réservée aux chevaux de 4 à 6 ans hongres exclus, les 4 ans ayant gagné au moins 20 000 €, les 5 et 6 ans 45 000 €.
L'épreuve se court sur la distance de 2 200 mètres (grande piste), les 4 ans bénéficiant de 25 mètres d'avance sur leurs ainés. L'allocation s'élève à 240 000 €, dont 108 000 € pour le vainqueur.
Elle est créée durant le meeting d'été 1943, la même année que le Prix des Élites, mais sur une distance alors plus longue.

## Palmarès depuis 1953
| Année | Vainqueur          | S/A | Père             | Jockey                   | Entraîneur              | Deuxième           | Troisième          | Distance | Réd.km |
| ----- | ------------------ | --- | ---------------- | ------------------------ | ----------------------- | ------------------ | ------------------ | -------- | ------ |
| 2025  | Jean Balthazar     | M.6 | Alto de Viette   | Guillaume Martin         | Pascal Castel           | Jeegha Pride       | Kapaula de l'Epine | 2 200 m  | 1'10"6 |
| 2024  | Idéale du Chêne    | F.6 | Bird Parker      | Paul-Philippe Ploquin    | Julien Le Mer           | Jean Balthazar     | Kalif Landia       | 2 200 m  | 1'10"8 |
| 2023  | Hanna des Molles   | F.6 | Village Mystic   | Alexandre Abrivard       | Laurent-Claude Abrivard | Joyeuse            | Ina du Rib         | 2 200 m  | 1'11"2 |
| 2022  | Granvillaise Bleue | F.6 | Jag de Bellouet  | Camille Levesque         | Pierre Levesque         | Georgica Gédé      | Hirondelle du Rib  | 2 200 m  | 1'10"5 |
| 2021  | Flamme du Goutier  | F.6 | Ready Cash       | Antoine Wiels            | Thierry Duvaldestin     | Fame Music         | Freeman de Houelle | 2 200 m  | 1'10"8 |
| 2020  | Evangelina Blue    | F.6 | Speedy Blue      | Mathieu Mottier          | Jean-Philippe Mary      | Feeling Cash       | Gospel Pat         | 2 200 m  | 1'12"1 |
| 2019  | Evangelina Blue    | F.5 | Speedy Blue      | Mathieu Mottier          | Jean-Philippe Mary      | Fado du Chêne      | Feeling Cash       | 2 200 m  | 1'11"5 |
| 2018  | Draft Life         | F.5 | Ubriaco          | Éric Raffin              | Louis Baudron           | Cyprien des Bordes | Dragon du Fresne   | 2 200 m  | 1'11"5 |
| 2017  | Dollar Macker      | M.4 | Saxo de Vandel   | Yoann Lebourgeois        | Philippe Allaire        | Bilibili           | Canadien d'Am      | 2 175 m  | 1'11"9 |
| 2016  | Athéna de Vandel   | F.6 | Prince Gédé      | Matthieu Abrivard        | Cédric Mégissier        | Cloane du Vivier   | Bilibili           | 2 200 m  | 1'11"  |
| 2015  | Booster Winner     | M.4 | Love You         | Éric Raffin              | Sébastien Guarato       | Bali du Léard      | Beauty Turgot      | 2 175 m  | 1'12"5 |
| 2014  | Valdice de Mars    | F.5 | Lynx de Bellouet | Yoann Lebourgeois        | Loïc Groussard          | Ultima Queen       | Valse Castelets    | 2 200 m  | 1'13"  |
| 2013  | Vision Intense     | F.4 | Prodigious       | Nathalie Henry           | Philippe Moulin         | Viscaria           | Vaquero du Mont    | 2 700 m  | 1'14"1 |
| 2012  | Saphir de Morge    | M.6 | Guenor           | Pierre-Yves Verva        | Franck Terry            | Up Market          | Unshine Aimef      | 2 750 m  | 1'14"2 |
| 2011  | Scipion du Goutier | M.5 | Goetmals Wood    | Franck Nivard            | Franck Leblanc          | Texas Charm        | Thorens Vedaquais  | 2 750 m  | 1'13"1 |
| 2010  | Scipion du Goutier | M.4 | Goetmals Wood    | Franck Nivard            | Franck Leblanc          | Surabaya Jiel      | Quokine Berry      | 2 700 m  | 1'14"9 |
| 2009  | Replay Oaks        | M.4 | Le Big Boss      | Émile Fournigault        | Gaston Alaine           | Rêve des Vallees   | Rubis de Padd      | 2 150 m  | 1'12"7 |
| 2008  | Quokine Berry      | F.4 | Chef du Châtelet | Laurent-Claude Abrivard  | Jean-Michel Bazire      | Quartz de Calendes | Ouatine d'Ostal    | 2 150 m  | 1'13"3 |
| 2007  | Paddy du Buisson   | M.4 | Achille          | Nathalie Henry           | Bernard Desmontils      | Prince de Montfort | Princess Foot      | 2 150 m  | 1'14"1 |
| 2006  | Orélie de Retz     | F.4 | First de Retz    | Éric Raffin              | Luc Roelens             | Orphéa de Nay      | Nobilis Jiel       | 2 150 m  | 1'14"1 |
| 2005  | Nobilis Jiel       | M.4 | Gai Brillant     | Michel Lenoir            | Jean-Luc Dersoir        | Néléos du Goutier  | Miss Castelle      | 2 150 m  | 1'15"1 |
| 2004  | Mon Jeu Diam       | M.4 | Big Prestige     | Matthieu Abrivard        | Patrick Thibout         | Méquidia           | Latinus            | 2 150 m  | 1'15"2 |
| 2003  | Latinus            | M.4 | Dahir de Prélong | Jean-Loïc-Claude Dersoir | Joël Hallais            | Lys de l'Oasis     | Jolie Colline      | 2 150 m  | 1'15"5 |
| 2002  | Joyau d'Amour      | M.5 | Viking's Way     | Jean-Philippe Mary       | Jacques Provost         | Itou Jim           | Idalo              | 2 200 m  | 1'14"2 |
| 2001  | Idéal de l'Iton    | M.6 | Cygnus d'Odyssée | Michel Lenoir            | Michel Roussel          | Hibiscus du Rib    | Jardy              | 2 200 m  | 1'14"8 |
| 2000  | Gringo de Villière | M.6 | Tabac Blond      | Laurent-Claude Abrivard  | Pierre Vercruysse       | Habitat            | Génois de Pouline  | 2 200 m  | 1'16"3 |
| 1999  | Holly du Locton    | F.4 | Viking's Way     | Jean-Paul Piton          | Philippe Allaire        | Fan Quick          | Gina du Martellier | 2 150 m  | 1'15"4 |
| 1998  | Gai Brillant       | M.4 | Podosis          | Jean-Philippe Mary       | Philippe Allaire        | Gazouillis         | Eclair du Pam      | 2 150 m  | 1'16"4 |
| 1997  | Dream With Me      | M.6 | Tarass Boulba    | François Roussel         | Alain Roussel           | Don Paulo          | Figaro Ci          | 2 200 m  | 1'14"8 |
| 1996  | Éclair de Vandel   | M.4 | Sancho Pança     | Jean-Loïc-Claude Dersoir | Joël Hallais            | Edson Tilly        | Express Cat        | 2 150 m  | 1'16"8 |
| 1995  | Balzac             | M.6 | Niflosac         | Pierre Levesque          | Bertrand de Folleville  | Dingue de Moi      | Courlis du Pont    | 2 200 m  | 1'16"  |
| 1994  | Alpha Barbés       | M.6 | Néric Barbés     | Jean-Philippe Mary       | Christian Bigeon        | Chemin de Bellande | Cumina             | 2 200 m  | 1'15"8 |
| 1993  | Boadicée de Béval  | F.4 | Minou du Donjon  | Yves Dreux               | Ali Hawas               | Boy du Pré         | Bambina            | 2 250 m  | 1'18"1 |
| 1992  | Vivier de Montfort | M.5 | Kronos du Vivier | Jean-Claude Hallais      | Christian Bigeon        | Uno Atout          | Une Fleur          | 2 325 m  | 1'16"  |
| 1991  | Uno Atout          | M.5 | Istraéki         | Jean-Marie Monclin       | Paul Billon             | Viking de Crépon   | Un Beau Brun       | 2 325 m  | 1'16"7 |
| 1990  | Ursulo de Crouay   | M.4 | Mivus            | Philippe Gillot          | Joël Hallais            | Stirwen            | Sagacity           | 2 275 m  | 1'18"4 |
| 1989  | Reine du Corta     | F.6 | Ura              | Michel Lenoir            | Alain Roussel           | Traveller          | Rêve d'Udon        | 2 325 m  | 1'16"4 |
| 1988  | Speed Clayettois   | M.4 | Joachim          | Yves Dreux               | Ali Hawas               | Reine du Corta     | Rêve d'Udon        | 2 275 m  | 1'18"3 |
| 1987  | Potin d'Amour      | M.6 | Chambon P        | Yves Dreux               | Jan Kruithof            | Prince Atout       | Roulette           | 2 325 m  | 1'16"8 |
| 1986  | Oligo              | M.6 | Ersin            | Philippe Békaert         | Joël Hallais            | Opprimé            | Ogino              | 2 325 m  | 1'19"1 |
| 1985  | Podosis            | M.4 | Florestan        | Patrick Chéradame        | Roger Ledoyen           | Odin de la Vente   | Orfeu Négro        | 2 225 m  | 1'19"3 |
| 1984  | Oligo              | M.4 | Ersin            | Philippe Békaert         | Joël Hallais            | Orfeu Négro        | Mirande du Cadran  | 2 225 m  | 1'18"2 |
| 1983  | Lapito             | M.6 | Dogan            | Philippe Békaert         | Joël Hallais            | Narcus             | Nestoriac          | 2 275 m  | 1'17"9 |
| 1982  | Kivien             | M.6 | Tony M           | Jean-Claude Hallais      | Jean-Claude Hallais     | Kaiser Trot        | Lévorino           | 2 275 m  | 1'19"8 |
| 1981  | Loustic de la Tour | M.4 | Tatius           | Michel-Marcel Gougeon    | R. Ricklin              | Lipizzan           | L'Atout            | 2 225 m  | 1'19"  |
| 1980  | Karika             | F.4 | Réza Grandchamp  | Jean-Claude Hallais      | Jean-Claude Hallais     | Idylle du Corta    | Jalinotte          | 2 225 m  | 1'20"6 |
| 1979  | High Echelon       | M.6 | Patara           | Jean-Claude Hallais      | G.-M. Ollitrault        | Jeune Orange       | Joubov             | 2275 m   | 1'17"7 |
| 1978  | Idylle Charmeuse   | F.4 | Valmont          | Pierre Giffard           | Jean-Pierre Viel        | Gueridia           | Gazon              | 2 200 m  | 1'20"8 |
| 1977  | Fanacques          | M.6 | Kerjacques       | Louis Sauvé              | Georges Dreux           | Firstly            | Fermi              | 2 300 m  | 1'19"  |
| 1976  | Gazon              | M.4 | Quasipyl         | Gérard Mascle            | Gérard Mascle           | Gantrolette        | Ersin              | 2 250 m  | 1'21"  |
| 1975  | Fondon             | M.4 | Quasipyl         | Gérard Mascle            | Gérard Mascle           | Ersin              | Fille de Vauloger  | 2 250 m  | 1'20"3 |
| 1974  | Elpénor            | M.4 | Quioco           | Jean Mary                | Jean-René Gougeon       | Chablis            | Étoile d'Odyssée   | 2 250 m  | 1'20"9 |
| 1973  | Borgia III         | M.6 | Niky des Etangs  | Gérard Mascle            | Gérard Mascle           | Doyan              | Dinès P            | 2 300 m  | 1'19"  |
| 1972  | Carnaval           | M.4 | Lucky Williams   | Louis Hanse              | A.-D. Ollivaud          | Bellino II         | Arbella            | 2 250 m  | 1'20"9 |
| 1971  | Bellino II         | M.4 | Boum III         | René Fabre               | Maurice Macheret        | Arbella            | Bamba              | 2 250 m  | 1'20"2 |
| 1970  | Agrippa            | F.4 | Euripide         | Jacques-Maurice Riaud    | Jean Riaud              | Uric               | Umuse P            | 2 250 m  | 1'21"8 |
| 1969  | Tidalium Pelo      | M.6 | Jidalium         | Jean Mary                | Roger Lemarié           | Ura                | Tabriz             | 2 250 m  | 1'19"3 |
| 1968  | Tidalium Pelo      | M.5 | Jidalium         | Jean Mary                | Roger Lemarié           | Unifrance          | Tessa II           | 2 250 m  | 1'19"7 |
| 1967  | Tabriz             | M.4 | Feu Follet X     | Pierre Giffard           | Jean Riaud              | Sablon             | Sissy III          | 2 250 m  | 1'20"5 |
| 1966  | Seddouk            | M.4 | Carioca II       | Gérard Mascle            |                         | Son Idylle P       | Quioco             | 2 250 m  | 1'20"  |
| 1965  | Quovaria           | F.5 | Carioca II       | François Brohier         |                         | Paléo              | Raquette           | 2 300 m  | 1'20"  |
| 1964  | Quioco             | M.4 | Vermont          | Michel-Marcel Gougeon    |                         | Ozo                | Ol Est B           | 2 250 m  | 1'20"7 |
| 1963  | Pinochle           | F.4 | Quinio           | Marcel Perlbarg          |                         | Pimpante           | Noble Épine        | 2 250 m  | 1'21"5 |
| 1962  | Miss des Ramiers   | F.6 | Atus II          | Jean Mary                |                         | Oscar Pelo         | Op ! RA            | 2 300 m  |        |
| 1961  | Noble Épine        | F.4 | Aristo           | Jean Mary                |                         | Nivôse             | Nestoc             | 2 250 m  | 1'21"6 |
| 1960  | Minarelle H        | F.4 | Christiana       | Jean Mary                |                         | Loiron D           | Ledollar           | 2 250 m  | 1'23"7 |
| 1959  | Lucky Williams     | M.4 | Ogaden           | Pierre Giffard           |                         | Jutland II         | Karolyne           | 2 250 m  | 1'23"3 |
| 1958  | Job                | M.5 | Loudéac          | Maurice Riaud            |                         | Jolie Folle        | Idumée             | 2 300 m  | 1'22"8 |
| 1957  | Jeton              | M.4 | Quinio           | Jean Mary                |                         | Idumée             | Jolie Folle        | 2 250 m  | 1'23"8 |
| 1956  | Iacoum             | M.4 |                  | Marcel Perlbarg          |                         | Hortansia VII      | Izieu II           | 2 250 m  | 1'23"5 |
| 1955  | Hortansia VII      | F.4 | Abner            | Charley Mills            |                         | Hoaro              | Gardon             | 2 250 m  | 1'23"5 |
| 1954  | Fandango           | M.5 | Loudéac          | Michel-Marcel Gougeon    |                         | Étchida            | Élan IV            | 2 300 m  | 1'23"8 |
| 1953  | Fandango           | M.4 | Loudéac          | Michel-Marcel Gougeon    |                         | Éboué Wilkes       | Famosus            | 2 250 m  | 1'24"1 |

## Sources
- Pour les conditions de course et les dernières années du palmarès : site de la SETF
- Pour les courses plus anciennes :
  - site trot.courses-france.com - Prix des Centaures (1980-2008)
  - site trot.courses-france.com - Prix des Centaures (1970-1979)
  - archives des quotidiens  (Ouest-France, Sud-Ouest…)